# Beloruska kultura
Kultura Belorusije je plod tisočletnega razvoja pod vplivom številnih različnih dejavnikov. Ti vključujejo fizično okolje; etnografsko ozadje Belorusov (zlivanje slovanskih prišlekov z baltskimi staroselci); poganstvo prvih naseljencev in njihovih gostiteljev; vzhodno pravoslavno krščanstvo kot povezava z bizantinsko literarno in kulturno tradicijo; pomanjkanje naravnih meja države; tok rek proti Črnemu in Baltskemu morju; in raznolikost religij v regiji (katolištvo, pravoslavje, judovstvo in islam).

## Zgodovina
Zgodnji zahodnoevropski vpliv na belorusko kulturo je imelo magdeburško pravo – listine, ki so podeljevale občinsko samoupravo in so temeljile na zakonih nemških mest. Te listine so v 14. in 15. stoletju podelili veliki knezi in kralji številnim mestom, vključno z Brestom, Grodnom, Slutskom in Minskom. Tradicija samoupravljanja ni omogočala le stikov z Zahodno Evropo, ampak je tudi negovala samozavest, podjetnost in čut za državljansko odgovornost.
V letih 1517–19 je Francisk Skarina (ok. 1470–1552) prevedel Sveto pismo v ljudski (starobeloruski) jezik. Pod komunističnim režimom je bilo Skarinovo delo močno podcenjeno, toda v neodvisni Belorusiji je postal navdih za nastajajočo narodno zavest tako zaradi svojega zagovarjanja beloruskega jezika kot zaradi svojih humanističnih idej.
Od 14. do 17. stoletja, ko so bile ideje humanizma, renesanse in reformacije žive v Zahodni Evropi, so se o teh idejah razpravljale tudi v Belorusiji zaradi tamkajšnjih trgovinskih odnosov in zaradi vpisovanja plemiških in meščanskih sinov na zahodne univerze. Reformacija in protireformacija sta veliko prispevali tudi k razcvetu polemičnih spisov ter k širjenju tiskarn in šol.
V 17. in 18. stoletju, ko sta Poljska in Rusija z asimilacijo plemstva v svoji kulturi globoko politično in kulturno prodirali v Belorusijo, je vladarjem uspelo povezati »belorusko« kulturo predvsem s kmečkimi običaji. To je bilo izhodišče za nekatere nacionalne aktiviste, ki so poskušali doseči državnost svojega naroda v poznem devetnajstem in zgodnjem dvajsetem stoletju.
Razvoj beloruske književnosti, ki je širil idejo o narodnosti za Beloruse, je poosebljen z literarnimi deli Janke Kupale (1882–1942) in Jakuba Kolasa (1882–1956). Dela teh pesnikov, skupaj s številnimi drugimi izjemnimi pisatelji, so postala klasika sodobne beloruske književnosti s tem, da so veliko pisali o podeželskih temah (podeželje je bilo tisto, kjer so pisci slišali beloruski jezik) in s posodobitvijo beloruskega knjižnega jezika, ki se je od 16. stoletja malo uporabljal. Poosamosvojitveni avtorji v 1990-ih so še naprej pogosto uporabljali podeželske teme.
Za razliko od osredotočenosti literature na podeželsko življenje so se druga področja kulture – slikarstvo, kiparstvo, glasba, film in gledališče – osredotočala na urbano realnost, univerzalne skrbi in univerzalne vrednote. 

## Glasba
Prva večja beloruska glasbena skladba je bila opera Faust Antonija Radziviła. V 17. stoletju je poljski skladatelj Stanisłav Moniuszko, medtem ko je živel v Minsku, komponiral veliko oper in komornih skladb. Med bivanjem je sodeloval z beloruskim pesnikom Vincentom Duninom-Martsinkijevičhem in ustvaril opero Sialianka (Kmečka žena). Konec 19. stoletja so večja beloruska mesta ustanovila svoje operne in baletne skupine. Balet Nightingale M. Kroshnerja je nastal v času Sovjetske zveze.
Po drugi svetovni vojni se je glasba osredotočala na stiske beloruskega ljudstva ali na tiste, ki so prijeli za orožje za obrambo domovine. To je bilo obdobje, ko je bil Anatolij Bogatirev, ustvarjalec opere V Polesijskem pragozdu, 'tutor' beloruskih skladateljev. Nacionalno akademsko baletno gledališče v Minsku je leta 1996 prejelo nagrado Prix Benois de la Danse kot najboljša baletna skupina na svetu.
Popularno sovjetsko belorusko glasbo je sestavljalo več uglednih skupin, med katerimi so mnoge izvajale belorusko ljudsko glasbo. Folk rock zasedba Pesniary, ki jo je leta 1969 ustanovil kitarist Vladimir Muljavin, je postala najbolj priljubljena folk zasedba Sovjetske zveze in je pogosto gostovala po Evropi. Pesniaryjev primer je navdihnil Siabrija in Verasija, da sta sledila njihovi poti. Tradicijo Belorusije kot središča folka in folk rock glasbe danes med drugim nadaljujejo Stary Olsa, Vicious Crusade in Gods Tower.
Rock glasba Belorusije je nastala v času perestrojke. Skupine, kot so Bi-2, Lyapis Trubetskoy, Krama in ULIS, so bile ustanovljene v poznih 1980-ih ali zgodnjih 1990-ih. Čeprav je rock glasba v zadnjih letih vse bolj priljubljena, je beloruska vlada z različnimi pravnimi in ekonomskimi mehanizmi zatrla razvoj popularne glasbe. Zaradi teh omejitev se številne beloruske skupine raje odločijo za ruske založbe in nastopijo v Rusiji ali Ukrajini.
Raziskovalca Maya Medič in Lemez Lovas sta leta 2006 poročala, da je »neodvisno ustvarjanje glasbe v Belorusiji danes čedalje težje in tvegano podjetje« in da beloruska vlada »izvršuje pritisk na 'neuradne' glasbenike – vključno z 'prepovedjo' uradnih medijev in uvedbo strogih omejitev nastopov v živo. V video intervjuju na freemuse.org avtorja pojasnjujeta mehanizme cenzure v Belorusiji.
Od leta 2004 in vse do izključitve iz EBU leta 2021 je Belorusija pošiljala umetnike na Pesem Evrovizije.

## Oblačila
Tradicionalna dvodelna beloruska obleka izvira iz časa Kijevske Rusije in se še danes nosi na posebnih dogodkih. Zaradi hladnega beloruskega podnebja so bila oblačila izdelana iz tkanin, ki zagotavljajo zaprto prevleko in toploto. Oblikovane so bile s številnimi nitmi različnih barv, prepletenimi skupaj ali okrašene s simboličnimi okraski. Beloruski plemiči so običajno imeli uvožene tkanine in so izbrali rdeče, modre ali zelene barve. Moški so nosili srajco in hlače, okrašene s pasom, ženske pa daljšo srajco, zavihano krilo, imenovano paniova in naglavno ruto. Na obleke je vplivala tudi obleka, ki so jo nosili Poljaki, Litovci, Latvijci in drugi evropski narodi, in se je skozi čas spreminjala zaradi izboljšav v tehnikah izdelave oblačil. Vezenine igrajo pomembno vlogo v beloruski tradiciji.

## Kraji svetovne dediščine
Belorusija ima štiri območja svetovne dediščine, od katerih si dve delijo Belorusija in njene sosednje države. Ta štiri so: 
- Kompleks gradu Mir,
- Nesviški dvorec,
- Beloveška pušča (deljen s Poljsko) in
- Struvejev geodetski lok (deljen z Estonijo, Finsko, Latvijo, Litvo, Norveško, Moldavijo, Rusijo, Švedsko in Ukrajino).

## Gledališče
Tudi belorusko gledališče je začelo pridobivati popularnost v zgodnjih 1900-ih, za njegovega ustanovitelja pa velja Ihnat Bujnicki. Vendar pa so bile v 19. stoletju napisane nekatere vidne igre, kot je Dunin-Marcynkevičeva Pinskaja Šliachta [Pinsko plemstvo]. Ena najbolj znanih beloruskih iger, Paulinka (avtor Janka Kupala), je bila uprizorjena v Sibiriji za Beloruse, ki so bili poslani v regijo. Dokumenti o beloruski ljudski glasbi segajo vsaj do 15. stoletja. Pred tem so bili skomorohi (vzhodnoslovanski harlekin) glavni poklic glasbenikov. Nevmatsko petje, imenovano znameni, iz besede znamena (rusko знамёна, latinizirano: znamenja), kar pomeni znamenje ali neume, se je v pravoslavni cerkveni glasbi uporabljalo do 16. stoletja, čemur je sledilo dvesto slogovnih inovacij, ki so se opirale na renesančno in protestantsko reformacijo. V 17. stoletju je Partesnoe penie, delno petje, postalo običajno za zbore, čemur so sledila zasebna gledališča, ustanovljena v mestih, kot sta Minsk in Vitebsk. Popularne glasbene skupine, ki prihajajo iz Belorusije, so Pesniary, Dreamlin in NRM. Trenutno v Belorusiji gostuje 27 profesionalnih gledaliških skupin, 70 orkestrov in 15 agencij, ki se osredotočajo na promocijo koncertov.
Leta 2005 sta dramatika Nikolai Khalezin in Natalija Koljada ustanovila Belorusko svobodno gledališče, podtalni gledališki projekt, namenjen upiranju pritiskom in cenzuri beloruske vlade. Skupina nastopa v zasebnih stanovanjih in vsaj eno takšno predstavo so razbile posebne enote beloruske policije. Belorusko svobodno gledališče je pritegnilo podporo uglednih zahodnih pisateljev, kot so Tom Stoppard, Edward Bond, Václav Havel, Arthur Kopit in Harold Pinter.

## Lutkovno gledališče
Batlejka, amatersko lutkovno gledališče, je v Belorusiji postalo priljubljeno v 16. stoletju, vrhunec priljubljenosti pa je bil v 18.−19. stoletju. Prvo profesionalno lutkovno gledališče, Belorusko državno lutkovno gledališče (belorusko Беларускі Дзяржаўны Тэатар Лялек, latinizirano: Biełaruski Dziaržawny Teatar Lalek) je bilo ustanovljeno v Homielu leta 1938.

## Ruski vpliv
Po delitvi Poljske je cesarska Rusija uveljavila politiko depolonizacije Rusincev. Toda tudi po mnogih primerih, ko so bili beloruski narodi podvrženi temu, kar nekateri imenujejo rusifikacija, je bilo jasno, da je to ustvarilo posebno etnično pripadnost in posebno kulturo, ki ni bila ne poljska ne ruska. V popisu leta 1897 je večina prebivalstva svoj jezik imenovala beloruski in ne rusinski (ki so jih carske oblasti tolmačile kot rusko), kot so to počeli med poljsko vladavino.
20. stoletje je Belorusiji v celoti omogočilo, da svojo kulturo pokaže svetu. Pomembni beloruski pesniki in pisatelji so bili Janka Kupala, Maksim Bahdanovič, Vasil' Bikav in Vladimir Karatkievič. Pomagala je tudi politika korenizacije Sovjetske zveze, ki je spodbujala nacionalizem na lokalni ravni. Beloruski jezik je bil večkrat prenovljen, da bi v celoti predstavljal fonetiko sodobnega govorca. Nekateri sodobni nacionalisti pa ugotavljajo, da je ruski vpliv preveč terjal svoj davek. Trenutno se ruski jezik uporablja v uradnem poslovanju in v drugih delih beloruske družbe.

## Festivali
Beloruska vlada sponzorira številne letne kulturne festivale: Slavjanski bazar v Vitebsku; Minska pomlad; Slovanska gledališka srečanja; mednarodni jazz festival; državni praznik žetve; Umetnost za otroke in mladino; tekmovanje mladinske estradne umetnosti; Muze Nesviža; Grad Mir; in državni festival beloruske pesmi in poezije. Ti dogodki predstavljajo nadarjene beloruske izvajalce, ne glede na to ali gre za glasbo, umetnost, poezijo, ples ali gledališče. Na teh festivalih se podeljujejo različne nagrade, poimenovane po sovjetskih in beloruskih junakih, za odličnost v glasbi ali umetnosti. Sodobni nacionalisti trdijo, da večina teh sponzoriranih dogodkov nima nobene zveze z belorusko kulturo, kaj šele s kulturo kot tako, vendar so vsi dogodki predmet strokovnega znanja beloruskega ministrstva za kulturo. Številni državni prazniki, kot sta dan neodvisnosti ali dan zmage, pritegnejo velike množice in vključujejo različne prireditve, kot so ognjemeti in vojaške parade. Večina festivalov poteka v Vitebsku ali Minsku.

### Mithologija
- Leo Garoshka, Leo (1966). »A Guide to Byelorussian Mythology«. Journal of Belarusian Studies. I (II): 68–79. Pridobljeno 21. maja 2024.